# Palinuro (Schiff)
Die Palinuro (ehemals Commandant Louis Richard und Jean Marc Aline) ist ein  Segelschulschiff der italienischen Marine.

## Geschichte

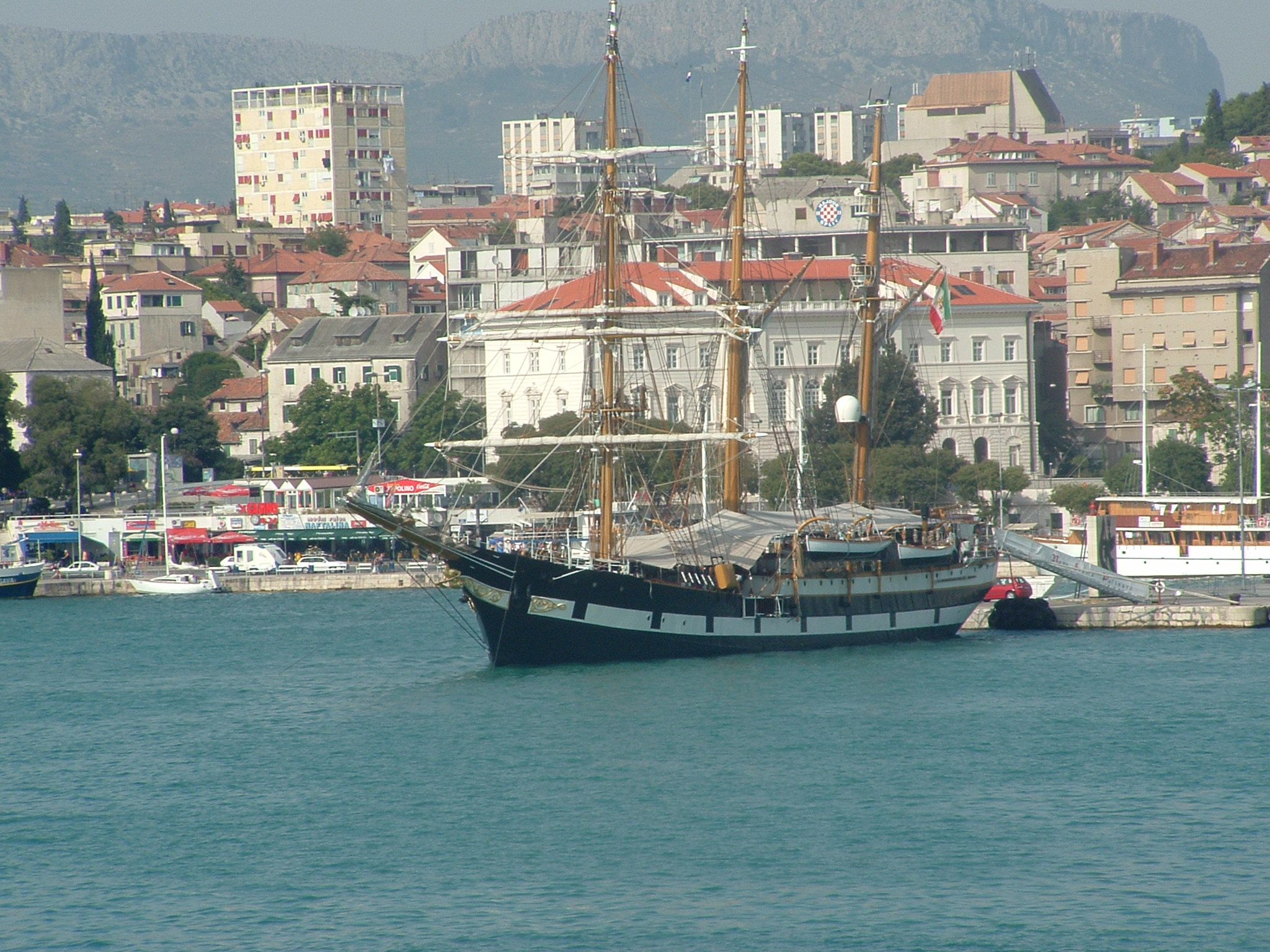
Palinuro 2005 in Split

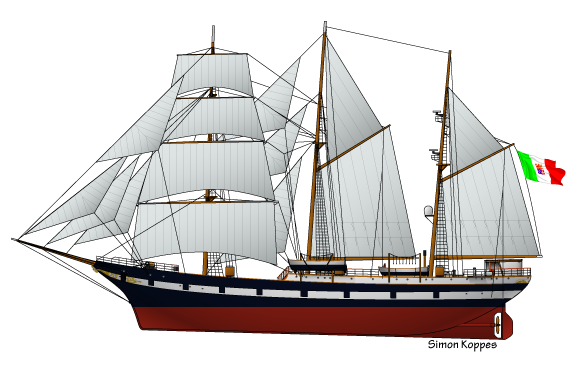
Zeichnung der Schonerbark Palinuro

Der Name Palinuro kommt von Palinurus, dem Steuermann des Aeneas aus der römischen Mythologie.
Im Jahr 1933 beauftragte Joseph Briand, Präsident des französischen Société des Pècheries Malouines, die Werft Anciens Chantiers Dubigeon in Nantes mit dem Bau zweier Segelschiffe mit Stahlrumpf und brach so mit einer langen Tradition. Noch ein Jahr zuvor hatte man für die Marine die beiden Schwesterschiffe Étoile und Belle Poule nach dem Vorbild der Islandschoner unter Verwendung von Eichenholz gebaut. Die beiden neuen Schiffe hießen Lieutenant René Guillon und Commandant Louis Richard. Sie waren als Barkentinen - mit Rahsegeln am Fockmast und Schratsegeln an Groß- und Besanmast - getakelt und verfügten über jeweils über einen 150 PS starken Dieselmotor. Die Kosten für diesen Bau ruinierten den Reeder jedoch, und er verkaufte die Schiffe, bevor sie zu ihrem ersten Fang aufbrachen. Neue Eigner waren die von Michel Glâtre geleiteten Pècheries du Labrador in Saint-Malo. Da die beiden Schiffe gezielt für den Fang von Kabeljau konzipiert wurden, folgte ein Aufbau zum Schoner. Die Lieutenant René Guillon kam bis 1951 zum Einsatz, jetzt liegt sie in einem asiatischen Hafen und ihre Takelage wurde entfernt.
Im Gegensatz dazu hatte die Commandant Louis Richard, heute Palinuro, ein glücklicheres Schicksal. Nachdem sie von Saint-Malo 1934 aus zu ihrem ersten und sogleich erfolgreichen Fischfang ausgelaufen war, ließ die Reederei im Januar 1935 Kühlkammern einbauen. Das Schiff hatte damit eine deutliche Aufwertung erfahren und verfügte nun auch über modernste technische Ausrüstung. Ein Jahr später ging die Commandante Louis Richard in den Besitz eines in Saint-Malo ansässigen Fischereiunternehmens über.
Nach einem weiteren Besitzerwechsel im Jahr 1948 – neuer Besitzer war die Reederei Bonin in Noirmoutier-en-Île – begab sich die Barkentine auf der Suche nach neuen Fanggründen in den südlichen Indischen Ozean. Umbenannt in Jean Marc Aline kreuzte sie schließlich vor den Inseln Saint Paul und Nouvelle Amsterdam. Diese Fahrten erwiesen sich jedoch als unrentabel. Nachdem die Marine Nationale erwogen hatte, das Schiff als Schulschiff einzusetzen, ergriff 1951 die italienische Marine die Gelegenheit und erwarb es.
Italien konnte bereits auf eine lange Tradition mit Segelschulschiffen zurückblicken. Diese hatte 1861 mit der Fregatte San Michele begonnen und erlebte mit dem Stapellauf der Cristoforo Colombo (1928) und der Amerigo Vespucci (1931) ihren Höhepunkt. Die Jean Marc Aline sollte an die Stelle der Ebe und der an die Sowjetunion übergebenen Cristoforo Colombo treten und zur Ausbildung von Marine-Unteroffizieren dienen. Nach einer gründlichen Überholung erfolgte die Umbenennung in Palinuro und die Indienststellung am 1. Juli 1955. Das Schiff wurde der Unteroffiziersschule in La Maddalena auf Sardinien zugeteilt, später dann der in Tarent. Die Palinuro wird zur seemännischen Ausbildung angehender Portepee-Unteroffiziere eingesetzt.
Nachdem die Palinuro 25 Jahre lang zur See gefahren war, erwog die italienische Marine einen Neubau, doch durch das Engagement der Besatzung wurde die Palinuro grundüberholt. So wurde die Barkentine zwischen 1984 und 1986 instand gesetzt und fährt jetzt wieder zur See.
Sie nahm schon an zahlreichen Großseglerveranstaltungen teil, unter anderem im Jahr 2000 an dem „Cutty Sark Tall Ships’ Race“ in der Ostsee, der „Sail Bremerhaven“ und der „Hanse Sail“ 2003.

## Technische Daten
- Baujahr: 1934
- Werft: Anciens Chantiers Dubigeon, Nantes
- Überholungen: 1954/55 und 1984/86
- Typ: (Dreimast-)Barkentine
- Rumpfmaterial: Stahl
- Länge über alles: 68,9 m
- Rumpflänge: 59,0 m
- Breite: 10,1 m
- Tiefgang: 4,8 m
- Segelfläche 898,8 m²
- Einsatzverdrängung: 1341 t
- Heimathafen: La Spezia (ehemals La Maddalena)
- Eigner: Italienische Marine
- Flagge: Italien